# دمبدف
دمبدف یا دمبدف شفیع محمد، روستایی در دهستان کمبل سلیمان بخش مرکزی شهرستان چابهار در استان سیستان و بلوچستان ایران است.

## جمعیت
بر پایه سرشماری عمومی نفوس و مسکن در سال ۱۳۹۵، جمعیت این روستا برابر با ۶۸۰ نفر (۱۳۵ خانوار) بوده‌است.